# Obsesión (canción de Miguel Mateos)
«Obsesión» es una canción  interpretada por el cantante y compositor argentino de rock Miguel Mateos, que está incluida en su álbum debut de estudio como solista del mismo nombre,así como también su primer sencillo después de separarse del grupo ZAS desde 1983.

## Origen y significado
La canción fue escrita por el mismo Mateos, y hace alusión a un amor que nunca puede dejar de olvidar y pensar todo el tiempo y pasar por desapercibida de parte de él.

## Promoción
La canción ha estado incluida en varios discos en vivo del mismo y en el álbum Primera fila del año 2011, en esta versión la agrupación mexicana Reik cantó la canción con él para este mismo disco.

## Lista de canciones

### CD - Promo
| Obsesión — Single |            |          |  |
| N.º               | Título     | Duración |  |
| 1.                | «Obsesión» | 4:05     |  |

## Posiciones en las listas
| Listas                                     | Posición |
| ------------------------------------------ | -------- |
| Estados Unidos Billboard Latin Pop Airplay | 40       |

## Premios y nominaciones
| Año  | Publicación   | País      | Lista                                           | Puesto |
| ---- | ------------- | --------- | ----------------------------------------------- | ------ |
| 2006 | Alborde       | EUA       | 500 canciones del Rock Iberoamericano           | 464°   |
| 2014 | Rolling Stone | Argentina | 100 canciones más destacadas del rock argentino | 55°    |